# Игнатов, Владимир Григорьевич
Владимир Григорьевич Игнатов (род. 4 декабря 1935, село Удачное, теперь поселок Покровского района Донецкой области) — советский партийный деятель, 1-й секретарь Донецкого горкома КПУ. Депутат Верховного Совета УССР 11-го созыва. Член Ревизионной комиссии КПУ в 1981—1986 г. Член ЦК КПУ в 1986—1990 г.

## Биография
Окончил Донецкий политехнический институт.
В 1959—1971 г. — инженер, мастер, старший управдом, главный инженер строительного управления, начальник строительного управления, главный инженер треста «Донецкжилстрой» № 1.
Член КПСС с 1966 года.
В 1971—1982 г. — заведующий отделом Донецкого городского комитета КПУ, 1-й секретарь Калининского районного комитета КПУ города Донецка, 2-й секретарь Донецкого городского комитета КПУ.
В 1982 — после 1989 г. — 1-й секретарь Донецкого городского комитета КПУ.

## Награды
- ордена
- медали